# Oranje bremspanner
De oranje bremspanner (Isturgia limbaria) is een nachtvlinder uit de familie van de Geometridae, de spanners. De vlinder heeft een voorvleugellengte van 13 tot 15 millimeter. De imago vliegt mede overdag in de zon. De soort overwintert soms meer jaren als pop in de grond.

## Waardplant
De oranje bremspanner heeft brem als waardplant.

## Voorkomen in Nederland en België
De oranje bremspanner is in Nederland en België een zeldame soort. De vliegtijd is van halverwege april tot halverwege augustus in één generatie.